# Emre Kara
Emre Kara (* 2. April 1989 in Vakfıkebir) ist ein türkischer Fußballspieler.

## Karriere
Kara begann mit dem Vereinsfußball 1997 in der Jugend von Vakfikebir Kirazlikspor und wechselte 2008 in die Jugend von Beşikdüzüspor. 2010 wurde er in den Kader der ersten Männer aufgenommen. Zum Sommer 2011 wurde er mit seinem Team Meister der Bölgesel Amatör Lig und stieg damit in die TFF 3. Lig. Nach dem Aufstieg erhielt er einen Profivertrag und spielte ein weiteres Jahr für Beşikdüzüspor.
Zur Saison 2012/13 wechselte er zum Drittligisten Kahramanmaraşspor. Bei seinem neuen Verein saß er überwiegend auf der Ersatzbank und kam nur zu sporadischen Einsätzen. Zum Saisonende erreichte seine Mannschaft die Meisterschaft der Liga und stieg in die TFF 1. Lig auf. Kara wurde aber für die kommende Saison an den Istanbuler Viertligisten Tuzlaspor ausgeliehen. Zum Saisonende wechselte er schließlich vollständig zu den Istanbulern. Mit diesem Verein beendete er die Viertligasaison 2014/15 als Meister der TFF 3. Lig und stieg in die TFF 2. Lig auf.
Zur Saison 2015/16 wurde er vom Zweitligisten Altınordu Izmir verpflichtet. In der Wintertransferperiode 2016/17 zog er zum Drittligisten MKE Ankaragücü weiter.

## Erfolge
mit Beşikdüzüspor
- Meister der Bölgesel Amatör Lig und Aufstieg in die TFF 3. Lig: 2010/11

mit Kahramanmaraşspor
- Meister der TFF 2. Lig und Aufstieg in die TFF 1. Lig: 2012/13

Mit Tuzlaspor
- Meister der TFF 3. Lig und Aufstieg in die TFF 2. Lig: 2014/15

Mit MKE Ankaragücü
- Meister der TFF 2. Lig und Aufstieg in die TFF 1. Lig: 2016/17